# Parc du Lac-Beauchamp
Le parc du Lac-Beauchamp est un grand parc boisé et un écoterritoire de 213 hectares situé en pleine ville de Gatineau. En hiver, il dispose de 15 km de pistes de ski et de raquettes. Le lac a également une zone de patinage. En été, le lac dispose d'une plage de baignade surveillée et de locations de canoës. Les pistes de ski sont ensuite utilisées par les naturalistes amateurs, les randonneurs et les cyclistes. La ville offre plusieurs activités récréatives dans et autour du chalet du parc. Plusieurs groupes, tels que des ornithologues , des entomologistes et des amoureux des jardins utilisent le bâtiment et la nature préservée qui l'entoure pour leurs activités. Il existe depuis 2001, le festival Merveilles de sables de Gatineau, un concours annuel de sculpture sur sable sur la plage.
Le parc est situé à environ 10 km à l'est du centre-ville de Gatineau et est donc facilement accessible depuis Ottawa par l'un des principaux ponts.

## Histoire
Le lac Beauchamp portait le nom autrefois de lac de la Mine dans les années 1930 et 1940 en raison de la mine de silice qui était en exploitation sur l’emplacement du parc. La mine était exploitée par la Canada Glass and Sand Ltd. de 1927 à 1930 et ensuite par la Ottawa Silica and Sandstone Ltd. jusqu’en 1941. L’usine de broyage et de concassage se trouvait à l’emplacement actuel du pavillon d’accueil. Cette mine exploitait le grès quartzeux dans de petites carrières situées à l’extrémité sud du lac et le minerai était amené dans des wagonnets sur rails tirés par des chevaux vers l’usine. Le quartz extrait du minerai sous forme de sable de silice pur était ensuite expédié à Montréal où il servait de matière première pour fabriquer du verre. Les déchets étaient rejetés au pied de l’usine et forment aujourd’hui la plage de sable servant à la baignade.
La mine a cessé ses activités à la fin de la Seconde Guerre mondiale faute d’être encore rentable et le lac Beauchamp est devenu un dépotoir de la Ville de Gatineau. La Ville y a enfoui et brûlé des déchets jusque dans les années 1970, laissant des traces noirâtres sur les parois rocheuses. Le parc du Lac-Beauchamp compte aujourd’hui plus de quinze kilomètres de sentiers récréatifs ouverts toute l’année et un lac autorisé à la baignade en été. Il sert aussi d’habitat à une faune abondante et variée.